# بورش 981
بورش 981 هي سيارة كوبيه رياضية من صناعة بورش أنتجت في 2012 وتوقف إنتاجها في 2016.
يعكس الطراز 981 لغة التصميم الجديدة المستخدمة في 911 و918، وتتميز بمواصفات محرك وناقل حركة معدلة. إذ تم تعديل هيكل السيارة: حيث أصبح أكثر صلابة بنسبة 40٪.